# هارولد دبليو. مكولي
هارولد دبليو. مكولي (بالإنجليزية: Harold W. McCauley)‏ هو رسام توضيحي أمريكي، ولد في 11 يوليو 1913 في شيكاغو في الولايات المتحدة، وتوفي في 16 ديسمبر 1977 في ملبورن في الولايات المتحدة.